# ۱۰۰ ترانه‌سرای برتر تمام دوران رولینگ استون
۱۰۰ ترانه‌سرای برتر تمام دوران فهرستی است که توسط مجله آمریکایی رولینگ استون در اوت ۲۰۱۵ منتشر شد. لیست ارائه شده بر اساس نظرات منتقدان موسیقی مجله تهیه شده‌است و برخلاف لیست‌های قبلی، رای‌ها کاملاً از کارکنان مجله بوده‌است. با این حال، عمدتاً ترانه سرایان آمریکایی و انگلیسی را که صرفاً مربوط به دوران راک هستند، نمایش می‌دهد.

## ۱۰ ترانه‌سرای برتر
| رتبه | تصویر | نام                    | طول عمر                                           | اولین تک آهنگ نوشته شده                                                                                  |
| ---- | ----- | ---------------------- | ------------------------------------------------- | --- |
| ۱    |       | باب دیلن               | ۲۴ مه ۱۹۴۱ - اکنون                                | " آشفتگی مختلط " (۱۹۶۲) که توسط خودش اجرا شد                                                             |
| ۲    |       | پل مک‌کارتنی            | ۱۸ ژوئن ۱۹۴۲ - اکنون                              | " Love Me Do "/" PS I Love You " (1962)، اجرا شده توسط بیتلز                                             |
| ۳    |       | جان لنون               | ۹ اکتبر ۱۹۴۰–۸ دسامبر ۱۹۸۰                        | " Love Me Do "/" PS I Love You " (1962)، اجرا شده توسط بیتلز                                             |
| ۴    |       | چاک بری                | ۱۸ اکتبر ۱۹۲۶–۱۸ مارس ۲۰۱۷                        | " می بلین" (۱۹۵۵) که توسط خودش اجرا شد                                                                   |
| ۵    |       | اسموکی رابینسون        | ۱۹ فوریه ۱۹۴۰ - اکنون                             | "کار را گرفتم" (۱۹۵۸)، اجرا شده توسط میراکلز                                                             |
| ۶    |       | میک جگر و کیت ریچاردز  | ۲۶ ژوئیه ۱۹۴۳ - اکنون / ۱۸ دسامبر ۱۹۴۳ - اکنون    | «به من بگو» (۱۹۶۴)، اجرا شده توسط رولینگ استونز                                                          |
| ۷    |       | کارول کینگ / گری گوفین | ۹ فوریه ۱۹۴۲ - اکنون / ۱۱ فوریه ۱۹۳۹–۱۹ ژوئن ۲۰۱۴ | " آیا فردا مرا دوست خواهی داشت " (۱۹۶۰)، اجرا شده توسط شیرلز                                             |
| ۸    |       | پل سایمون              | ۱۳ اکتبر ۱۹۴۱ - اکنون                             | "سلام دختر مدرسه ای" (۱۹۵۷)، اجرا شده توسط سایمون و گارفانکل (در آن زمان با نام Tom & Jerry شناخته می‌شد) |
| ۹    |       | جونی میچل              | ۷ نوامبر ۱۹۴۳ - تا کنون                           | "Urge For Going" (۱۹۶۶)، با اجرای تام راش                                                                |
| ۱۰   |       | استیوی واندر           | ۷ نوامبر ۱۹۴۳ - تا کنون                           | عزیزم مراببوس (۱۹۶۸) اجرا شده توسط خودش                                                                  |

## بازخورد
این فهرست با واکنش‌های متفاوتی از سوی نشریات دیگر مواجه شد. جیم موریسون/رابی کریگر از لیست خارج شدند. جودی برمن از مجله فلاوروایر از انتخاب ترانه‌سراها انتقاد کرد و گفت: «قابل پیش‌بینی، بیش از ۷۰ درصد سفیدپوست هستند و تنها ۹ ترانه‌سرای زن انفرادی در آن حضور دارند (پنج زن دیگر به عنوان بخشی از تیم‌های نویسندگی با جنسیت مختلط هستند). راک کلاسیک بیش از حد وجود دارد. واز ژانرها و زیرژانرهای موسیقی عامه پسند کمتر در لیست وجود دارند.» گیتا دیال از گاردین «حمایت مالی سازمان یافته» را در تعیین محتوای فهرست متهم کرد. تام مون از ان‌پی‌آر نوشت: «این فهرست نشان دهنده سفری دیگر در تالار مشاهیر راک اند رول با ستارگانی است که از زمان دایناسورها در رولینگ استون وجود دارند.»